# Чорний Потік (Хустський район)
Чорний Поті́к — село в Україні, в Закарпатській області, Хустському районі. Входить до складу Іршавської міської громади.
Чорний Потік — село, розташоване за 18 км від центру громади і залізничної станції Іршава (на сьогодні не працює). Населення - 1004 людини.
На території Чорного Потоку працюють: середня школа, навчально-консультаційний пункт Іршавської заочної середньої школи (27 вчителів і 330 учнів), будинок культури (з залом на 350 місць), бібліотека (з книжковим фондом понад 7 тис. примірників), аптека, дільнична амбулаторія та відділення зв'язку.

## Герб
У срібному полі чорний хвилястий стовп, обабіч якого по зеленому раку з червоними очима. Чорна хвиляста смуга (геральдичний стовп) вказує на назву села – Чорний Потік (герб є промовистим). Рак є символом із печатки громади з 1844 року.

## Історія
В урочищі Кална (між селами Чорний Потік — Мартинка) — курганний могильник куштановицької культури. Досліджувався в 1971 році експедицією ДЕ. В урочищі Гать в 1893 році знайдено великий бронзовий скарб доби пізньої бронзи. В колекцію Т.Легоцького потрапило десять предметів. На території Чорного Потоку знайдений скарб бронзових виробів епохи пізньої бронзи (кінець II тисячоліття до н. е.) І розташовані кургани VI—IV ст. до н. ери.
Перша згадка про село є в документах 1600 року.
З 1844 р. громада мала власну символіку: печатку з зображенням рака (символ річки Чорна) і написом: "FEKETEPATAK HELYSEGENEK PECSETJE 1844".
У 1924 р. створена сільська організація КПЧ. На парламентських виборах, що відбулися в 1925 р., з 252 виборців села за комуністів голосували 192.
З 15 квітня 1939 року село входить до незалежної держави Карпатська Україна.
Втім, Карпатська Україна проіснувала недовго. Сотні закарпатців загинули в складі Карпатської Січі, обороняючи рідну державу. За кілька днів Закарпаття було окуповане угорськими військами.

Під час угорської окупації поблизу села діяв комуністичний партизанський загін Д. Усти — І. С. Прищепи. За участь жителів Чорного Потоку в партизанському русі угорці в 1944 р. спалили значну частину села. Після окупації села Червоною Армією (24 жовтня 1944 р.) в центрі Чорного Потоку в 1944 встановлено пам'ятник партизанам.
25 серпня 1944 року –день катастрофи військового літака в селі Чорний Потік, урочище Гробище. З метою вшанування жертв цієї трагедії тут встановлено пам'ятний знак.

## Храми
храм Вознесіння Господнього. 1845.
Священик служив тут ще в 1640 р. У 1692 р. мовиться про церкву і церковну ділянку, виділену поміщиками.
У 1733 р. згадують дерев'яну церкву св. Миколи, вкриту соломою, з чотирма дзвонами. У 1778 р. філії з церквами були в Дешковиці (Покровська церква), Крайній Мартинці і Юровиці (без церкви). У 1797 p. йдеться про стару церкву в поганому стані. Теперішня церква — типова мурована базиліка, збудована за о. Олександра Кутка в 1845 р. (інша дата — 1860), біля якої стоїть велика дерев'яна каркасна дзвіниця з трьома дзвонами. Напис на великому дзвоні повідомляє, що відлив його Ф. Еґрі в 1910 р. Останнє малювання інтер'єру виконав Йосип Балог з Мукачева.

## Присілки
Юровиця
Юровиця - колишнє село в Україні, в Закарпатській області.
Об'єднане з селом Чорний Потік.
Згадки:  1600: Papgyörgyfalva, 1645: Pap Gyeorgy Falva, 1773: Pap-Györgyfalva, Gyurowicze, 1808: Györgyfalva (Pap-), Gurawica, Juravicza, 1851: Györgyfalva (Pap), Jurovicza, 1873: Györgyfalva (Pap-), Jarovica, 1882: Pap Györgyfalva, Jarovica, 1925: Jurovica

## Географія
Селом тече річка Чорна.

## Населення
Згідно з переписом УРСР 1989 року чисельність наявного населення села становила 966 осіб, з яких 470 чоловіків та 496 жінок.
За переписом населення України 2001 року в селі мешкало 1013 осіб.

### Мова
Розподіл населення за рідною мовою за даними перепису 2001 року:
| Мова       | Відсоток |
| ---------- | -------- |
| українська | 99,01 %  |
| російська  | 0,99 %   |

## Видатні постаті
- почесний працівник освіти й науки Фегер М. Ф.

## Туристичні місця
- храм Вознесіння Господнього. 1845.
- курганний могильник куштановицької культури
- скарб бронзових виробів епохи пізньої бронзи (кінець II тисячоліття до н. е.) 
- місце катастрофи військового літака в селі Чорний Потік, урочище Гробище.